# 安德魯-李·波茲
安德魯-李·波茲（英語：Andrew-Lee Potts，1979年10月29日—）是一位英國演員。出演過多部電視劇。他出演過的最著名影視作品是電視劇《史前逃龍》。

## 外部連結
- Andrew-Lee Potts在互联网电影资料库（IMDb）上的資料（英文）